# Klików
Klików (Duits: Klix) is een dorp in de Poolse woiwodschap Lubusz. De plaats maakt deel uit van de gemeente Iłowa.